# 新橋靖典
新橋 靖典（しんばし やすのり、1962年7月13日-）は、元NHKアナウンサー。

## 概要
福岡県立小倉高等学校、九州大学卒業後、NHK入局。趣味は音楽（学生時代はトランペットを吹いていた）

## 過去の担当番組
- NHKスペシャル
- 北海道クローズアップ（2002年4月 - 2004年3月）
- おはよう日本（リポーター）
- NHKニュース7（リポーター）
- 政治番組のディレクター兼務